# Cal Berguedà (Tàrrega)
Cal Berguedà és una obra de Tàrrega (Urgell) protegida com a Bé Cultural d'Interès Local.

## Descripció
Edifici entre mitgeres de planta baixa i dos pisos amb un únic eix de composició vertical. A la planta baixa hi ha una obertura de grans dimensions i d'estructura rectangular destinada a usos comercials. Al primer pis, una única obertura emmarcada s'obre a una balconada de forma lobulada amb barana de ferro forjat amb motius vegetals. Al pis superior i disposada de manera simètrica respecte a la del pis inferior hi ha una altra obertura, d'arc pla i gairebé idèntica a l'altra, també emmarcada i amb una llinda ricament decorada amb motius vegetals i florals; aquesta, no obstant això, presenta un balcó de menors dimensions.
A la part superior de la façana hi ha un element decoratiu el·líptic en pedra amb elements vegetals al seu voltant. Corona l'edifici un frontó curvilini resseguit per una cornisa i amb una palmeta en pedra al centre.
El parament de la façana presenta un estucat imitant carreus regulars buixardats disposats en filades.